# Lewis Grabban
Lewis James Grabban (* 12. Januar 1988 in Croydon) ist ein englisch-jamaikanischer Fußballspieler. Er wird als Stürmer eingesetzt, ist 1,83 m und beidfüßig.

## Sportlicher Werdegang

### Erste Stationen
Lewis Grabban, der im Londoner Ortsteil Croydon geboren wurde, begann in der Jugend von Crystal Palace. Dort erhielt er 2005 seinen ersten Profivertrag und wechselte von der U18 in die erste Mannschaft. 2006 wurde Grabban an Oldham Athletic ausgeliehen und bestritt neun Spiele in der dritten Liga. Nach seiner Rückkehr nach London, kam der 19-Jährige auch für Crystal Palace zum Einsatz und erzielte einen Treffer in acht Spielen der Football League Championship 2006/07. In der folgenden Spielzeit stand er ebenfalls per Leihvertrag in Diensten des schottischen Erstligisten FC Motherwell, für den er in fünf Ligapartien eingesetzt wurde.
Im Januar 2008 gab der englische Drittligist FC Millwall die Verpflichtung des Angreifers auf fester Vertragsbasis bekannt. Nach drei Treffern in der Saison 2007/08, erzielte Lewis Grabban in der Football League One 2008/09 sechs Tore und zog mit seiner Mannschaft als Tabellenfünfter in die Play-offs ein. Nachdem im Halbfinale Leeds United bezwungen wurde, scheiterte der in der Startelf stehende Grabban mit Millwall im Finale im Wembley-Stadion mit 2:3 an Scunthorpe United und verpasste damit den Aufstieg in die zweite Liga. Erfolgreicher agierte der Verein ein Jahr später mit dem Sieg im Play-off-Finale über Swindon Town. Der im Finale nicht im Kader stehende Grabban kam in der Spielzeit jedoch nur wenig zum Einsatz und verbrachte zwischenzeitlich einen Monat auf Leihbasis beim FC Brentford. Zu Beginn der Saison 2010/11 verpflichtete ihn Brentford zunächst erneut auf Leihbasis, ehe er im Januar 2011 ablösefrei bis zum Saisonende zu dem Drittligisten wechselte.

### Rotherham United und AFC Bournemouth
Am 4. Juli 2011 gab der Viertligist Rotherham United bekannt, den 23-Jährigen für zwei Jahre unter Vertrag genommen zu haben. Bei seinem neuen Team etablierte sich Grabban schnell als bester Torschütze und erzielte 18 Ligatreffer in der Football League Two 2011/12, was schon im Laufe der Spielzeit zu Interesse anderer Vereine führte. Letztendlich wechselte Lewis Grabban Anfang Juni 2012 zum Drittligisten AFC Bournemouth. Auch in Bournemouth konnte der Stürmer seine Treffsicherheit bewahren und war mit 13 Toren in der Football League One 2012/13 zweitbester Torschütze Bournemouths nach Brett Pitman (20 Treffer). Zudem sicherte er sich mit seinem Team als Tabellenzweiter den Aufstieg in die zweite englische Liga. Als Aufsteiger gelang dem südenglischen Verein als Zehnter souverän der Klassenerhalt in der Football League Championship 2013/14. Lewis Grabban erzielte mit 22 Toren einen neuen Bestwert in seiner Karriere, zudem belegte er in der Ligainternen Torschützenliste den vierten Rang.

### Norwich City und Rückkehr zum AFC Bournemouth
Im Sommer 2014 entschied sich der Angreifer trotz der Erfolge zu einem weiteren Vereinswechsel und unterschrieb einen Vertrag bei Norwich City. Für den ebenfalls in der zweiten Liga spielenden Verein erzielte er dreizehn Tore in der Football League Championship 2014/15 und zog mit Norwich als Tabellenvierter in die Play-offs ein. Nachdem zunächst der East-Anglia-Rivale Ipswich Town bezwungen werden konnte, sorgte ein 2:0 im Finale gegen den FC Middlesbrough für die direkte Rückkehr in die Premier League. Lewis Grabban wurde beim Stand von 2:0 in der 74. Spielminute für Cameron Jerome eingewechselt. Nach vier für ihn persönlich sehr erfolgreichen Jahren und dem Durchmarsch von der vierten in die erste Liga, erfolgte in der Premier League 2015/16 eine Leistungsdelle für den Stürmer.
Der für den Aufsteiger nicht wie erhofft zum Zuge kommende Grabban kehrte im Januar 2016 für sieben Millionen Pfund zurück zum zwischenzeitlich ebenfalls in die erste Liga aufgestiegenen AFC Bournemouth, konnte jedoch auch dort nicht seine Treffsicherheit zurückgewinnen und lediglich einen Ligatreffer erzielen. Nachdem er sich in der Hinrunde der anschließenden Spielzeit zumeist auf der Ersatzbank wiederfand, wechselte er am 31. Januar 2017 auf Leihbasis zum Zweitligisten FC Reading. Für Reading erzielte er drei Ligatore und scheiterte mit dem Verein im Play-off-Finale der EFL Championship 2016/17 im Elfmeterschießen an Huddersfield Town. In der Saison 2017/18 spielte der Stürmer auf Leihbasis für den AFC Sunderland und Aston Villa in der zweiten englischen Liga und erzielte insgesamt 20 Ligatreffer. Damit wurde er lediglich vom Torschützenkönig Matěj Vydra (21 Treffer) übertroffen. Zum zweiten Mal in Folge stand er zudem im Play-off-Finale in Wembley und verlor dieses erneut, diesmal scheiterte Aston Villa mit 0:1 am FC Fulham.

### Nottingham Forest
Am 6. Juli 2018 gab der englische Zweitligist Nottingham Forest für eine Ablösesumme von 6 Mio. Pfund Sterling die Verpflichtung von Lewis Grabban bekannt. Für seine neue Mannschaft erzielte er sechzehn Treffer in der EFL Championship 2018/19 und war damit bester Torschütze seines Teams. In der Saison 2019/20 steigerte er seine Trefferquote auf zwanzig Ligatore, was ihm den dritten Platz in der Torschützenliste der zweiten Liga einbrachte. Forest verspielte am letzten Spieltag den lange sicher geglaubten Einzug in die Aufstiegs-Play-Offs und beendete die Spielzeit als Tabellensiebenter.
Auch aufgrund der fehlenden Tore von Lewis Grabban (sechs Ligatreffer) verbrachte Nottingham Forest die EFL Championship 2020/21 lange Zeit im Abstiegskampf und sicherte sich erst im letzten Saisondrittel den Klassenerhalt. Deutlich besser verlief sowohl für ihn als auch den Verein die anschließende Spielzeit, in der Lewis Grabban zwölf Ligatore für Forest erzielen konnte. Verletzungsbedingt verpasste der 34-Jährige einen Großteil der Rückrunde und nahm daher auch nicht am Sieg im Aufstiegs-Play-off-Finale vor 80.019 Zuschauern in Wembley gegen Huddersfield Town teil. Nach dem Saisonende konnten sich Grabban und Forest nicht auf die Verlängerung seines auslaufenden Vertrages einigen und damit endete seine Zeit in Nottingham nach vier Jahren.

### Weitere Stationen
Nachdem sein Vertrag in England ausgelaufen war, wechselte er im August 2022 nach Saudi-Arabien zu al-Ahli.